# Алекс Лютый (телесериал)
«Алекс Лютый» — российский остросюжетный телесериал, основанный на реальных событиях времён Великой Отечественной войны. Производство кинокомпании «Амедиа». Впервые вышел в эфир 22 июня 2020 года на телеканале «НТВ».

## Съёмки и показ
Первый сезон транслировался на телеканале НТВ с 22 по 30 июня 2020 года. Всего вышло 12 эпизодов. Съёмки прошли в Пятигорске.
Второй 12-серийный сезон снимался в 2021 году и был показан на телеканале НТВ с 10 по 12 мая 2022 года. Съёмки прошли в Санкт-Петербурге и Ленинградской области.
Съёмки третьего сезона стартовали в октябре 2023 года в Санкт-Петербурге и Ленинградской области. Всего было отснято 10 новых серий Его премьерный показ прошёл на телеканале НТВ с 17 по 21 июня 2024 года.

## «Алекс Лютый» (2020)
Завязка происходит в 1943 году в захваченной деревне Смолянка. Полицаи казнят мирных жителей, немецкий офицер Отто Кёрнер приказывает солдату Гансу расстрелять детей, но солдат отказывается это делать. Вместо него вызывается Александр Юхновский, также известный как «Алекс Лютый». Он забирает у солдата автомат MP 40 и приводит приказ в исполнение, за что Кёрнер выражает ему благодарность. Ганс, глядя в сторону уходящего Алекса, говорит: «Настоящий зверь, лютый».
В 1944 году партизаны находят тело подвешенного полицая с обезображенным лицом. Осмотрев его, они находят документы на имя Александра Лехновского, больше известного как Алекс Лютый. Один из партизан, глядя на тело, говорит: «Собаке — собачья смерть».
События 1975 года: на своей подмосковной даче убит писатель, готовящий к выпуску книгу о гитлеровском палаче Алексе Лютом. Прямо перед смертью он успевает сообщить своему другу, начальнику спецотдела МВД по розыску военных преступников генералу Петру Сомову невероятную новость: Лютый, который считался погибшим с 1944 года, жив. Сомов даёт задание разобраться в этом деле своему лучшему следователю полковнику Егору Сухареву. В этом ему помогает новый сотрудник спецотдела старший лейтенант Борис Касьянов.

### В ролях
- Сергей Пускепалис — Егор Романович Сухарев, полковник милиции, следователь спецотдела МВД СССР по розыску военных преступников
- Юрий Ицков — Пётр Наумович Сомов, генерал-лейтенант милиции, начальник спецотдела МВД СССР по розыску военных преступников
- Дмитрий Сутырин — Александр Афанасьевич Ромашов, лётчик гражданской авиации
- Дмитрий Муляр — Сергей Михайлович Вернигор, редактор издательства «Воениздат»
- Владислав Коноплёв — Александр Лехновский («Алекс Лютый») в молодости
- Анастасия Мытражик — Елена Сухарева, дочь полковника Сухарева
- Алексей Кирсанов — Борис Касьянов, старший лейтенант милиции
- Дирк Мартенс — Отто Кёрнер, начальник ГФП-721
- Андрей Зибров — Лев Викторович Проценко
- Валерий Сторожик — Фёдор Андреевич Кононенко, писатель
- Анна Алексахина — Раиса Васильевна Кононенко, жена Фёдора Кононенко
- Екатерина Решетникова — Светлана, сотрудник архива Министерства обороны СССР
- Александр Кудренко — Жилин, бывший муж Светланы
- Дмитрий Поднозов — «Циркуль», учитель литературы
- Неля Попова — Анастасия Бородкина
- Геннадий Смирнов — Феликс Ильич Миронов, работник Внешторга
- Яков Шамшин — Васильев
- Евгений Серзин — Тарасов
- Антон Чернов — Адам Ромашевский, водитель Сухарева
- Роман Жилкин — Лозовский
- Георгий Пицхелаури — Осипов («Монгол»), криминальный авторитет
- Олег Леваков — профессор Алейник, коллекционер
- Оксана Базилевич — Екатерина Мозговая, пластический хирург
- Игорь Головин — полковник Иван Чернопятов

## «Алекс Лютый. Дело Шульца» (2022)
1975 год, Ленинград. Молодую девушку Ольгу Пшеничную, племянницу известной телеведущей, находят убитой. На месте преступления обнаруживают важную улику — хирургический пенал со свастикой и гравировкой «Hermann Schulz». К делу привлекают подполковника КГБ Андрея Елисеева из спецотдела по розыску военных преступников. Он одержим своей работой и положил всю жизнь на поиск беглых нацистов и коллаборационистов. В ходе расследования Елисеев знакомится с майором Верой Гришиной и начальником отдела по особо важным делам Прокуратуры Мезенцевым. Вместе они выходят на след нацистского хирурга, поволжского немца Германа Шульца, который в годы войны проводил медицинские опыты над заключёнными в пересыльном лагере «Пески-2». В 1944 году руководство и персонал лагеря бесследно исчезли. Шульц в их числе. Страшные убийства продолжаются: почерк преступника во многих из них схож, однако важные детали не совпадают, и Елисеев медлит. Тем временем в СИЗО находится другой опасный нацистский преступник — Алекс Лютый. Возможно, он что-то знает про Шульца и может быть полезен следствию.

### В ролях
- Антон Хабаров — Андрей Елисеев, подполковник спецотдела КГБ по розыску военных преступников
- Мария Аниканова — Нина Ивановна Игнатова, узница концлагеря Пески - 2
- Станислав Стрелков — Антон Иванович Мезенцев, полковник, начальник отдела по особо важным делам прокуратуры
- Евгений Антропов — Василий Караваев, капитан, оперуполномоченный отдела по особо важным делам прокуратуры
- Екатерина Олькина — Вера Гришина, майор юстиции, следователь отдела по особо важным делам прокуратуры
- Андрей Шимко — Роман Васильевич Вольский, судмедэксперт
- Эмилия Спивак — Мария Елисеева, жена Елисеева
- Владимир Матвеев — Михаил Фёдорович Попов
- Сергей Кошонин — Неверов, зампред спорткомитета
- Евгений Александров — Константин Павлович Челдыш, главврач спорткомплекса
- Владимир Антоник — Тимофей Григорьевич Коваль
- Борис Шувалов — Борис Васильевич Смирнов, полицай, военный  преступник
- Сергей Русскин — Андрейчик, вор в законе
- Александр Кононец[8] — Фёдор Ишаков, старший лейтенант юстиции
- Михаил Половенко[9] — Герман Шульц в молодости

## «Алекс Лютый. Дело сирот» (2024)
После самоубийства бывшего руководителя айнзацгруппы СС Манкевича подполковник Андрей Елисеев берётся за розыск военных преступников из его группы. Распутывая цепь загадочных событий прошлого и настоящего, Елисеев вместе с сотрудниками отдела устанавливает, что в августе 1941 года в здании музея располагался отряд карателей Манкевича, где пряталась группа детей из детского дома, брошенная при эвакуации. После соседства с отрядом Манкевича дети исчезли. При помощи секретного архива Алекса Лютого Елисеев узнаёт, кто входил в состав отряда Манкевича, но все оставшиеся в живых члены отряда гибнут при загадочных обстоятельствах.

### В ролях
- Антон Хабаров — Андрей Елисеев, подполковник КГБ
- Екатерина Олькина — Вера Гришина, майор КГБ
- Эмилия Спивак — Мария Елисеева, жена Елисеева
- Никита Касьяненко — Павел Волчанский
- Анна Соколович — Татьяна Лаврова
- Сергей Галич — Кирилл Трубников
- Николай Краснопёров — Анатолий Толкунов
- Оксана Скакун — Нина
- Владимир Ярош — Наумов
- Сергей Андрейчук — Филипп Андреевич
- Анжелика Плакина — Валентина Ивановна

## Список эпизодов
| Название | Название                   | Серии            | Период премьерной трансляции |
| -------- | -------------------------- | ---------------- | ---------------------------- |
|          | «Алекс Лютый»              | 1—12 (12 серий)  | 22 — 30 июня 2020            |
|          | «Алекс Лютый. Дело Шульца» | 13—24 (12 серий) | 10 — 12 мая 2022             |
|          | «Алекс Лютый. Дело Сирот»  | 25—34 (10 серий) | 17 — 21 июня 2024            |

### Сезон 1
| № серии | Премьера   | Описание серии |
| ------- | ---------- | --- |
| 1       | 22.06.2020 | В годы Великой Отечественной войны на оккупированной Германией советской территории действовала тайная полиция под началом Отто Кернера. Один из полицаев — вчерашний школьник Александр Лехновский — отличался безмерной жестокостью и был прозван «Алексом Лютым». В конце войны его считали погибшим. Годы спустя писатель Федор Кононенко, работающий над рукописью о Лютом, выясняет, что Лехновский жив, и сообщает об этом начальнику спецотдела МВД генералу Сомову. Тот поручает выяснение деталей полковнику Сухареву и дает ему в помощники молодого лейтенанта Касьянова. Сухарев отправляется на дачу Кононенко, где милиция уже исследует место преступления — ночью писателя убили. Вдова сообщает Сухареву, что недавно Кононенко узнал об аресте Кернера от знакомого из МИДа. Через него писатель получил копию письма от Кёрнера Лютому, датированного текущим годом, но в доме его не нашли. Сухарев знакомится с редактором Кононенко, Сергеем Вернигором, и просит у него полную рукопись. Полковник погружается в её изучение, узнавая все больше о преступнике. Тем временем, из Ленинграда возвращается дочь полковника Лена — молодой специалист, выпускница филфака. Спецотдел получает современную оперативную съемку из Аугсбурга, где Кернер встречается с Александром Ромашовым — «Алексом» — пилотом гражданской авиации. Сухарев приказывает установить прослушку в доме Ромашова. |
| 2       | 22.06.2020 | Из рукописи Сухарев узнает о татуировке на плече Алекса Лютого. Он организовывает медосмотр Ромашова, в ходе которого находят следы аналогичной татуировки. Касьянов выясняет от соседа, что в ночь убийства подозреваемого не было дома. Сухарев узнает, что главный объект контрабанды Ромашова — это старинные иконы. Спецотдел организовывает засаду, и подозреваемого захватывают. Однако, Ромашов настаивает, что не знает Кернера, а татуировка — инициалы бывшей любовницы. Тем временем Касьянов находит одноклассника Лютого, Павла Карпенко, лежащего в пансионате после инсульта. Он может помочь опознать преступника. |
| 3       | 23.06.2020 | Ромашов признается, что был у Кононенко, но застал писателя уже мертвым. Он также рассказывает, о том, где находился во времена войны. Следователи проверяют его версию. Дочь Сухарева Лена устраивается корректором в издательство к Вернигору. Сотрудница архива Светлана находит свидетельства о массовой казни в Новочеркасске, в которой принимал участие Лютый. Из десяти тысяч казненных в живых остался один человек — Янчук. Сухарев едет в Новочеркасск в надежде отыскать свидетеля. Полковник находит лишь труп Янчука — его, как и ещё нескольких стариков, видевших Лютого, убил человек в одежде участкового врача. Становится известно о другом свидетеле, знавшем Лютого, — слепом пенсионере Соболеве. Сухарев просит Соболева показать школьный альбом — но слепой мужчина не может его найти. Полковник велит дежурному приставить к свидетелю охрану. |
| 4       | 23.06.2020 | Соболев убит. Фотографии из альбома исчезли. Человек в белом халате вновь совершает нападение, однако, жертва не только остается жива, но и помогает составить фоторобот преступника. Милиционеры выходят на Зою, сотрудницу регистратуры районной поликлиники. На девушку нападает Рудин — подельник «врача», в военные годы бывший помощником надзирателя в одном из фильтрационных лагерей. В погоне за Рудиным Сухарев едва ли не падает с крыши, но его спасает внезапно появившийся Вернигор. Зоя рассказывает, что имя «врача» — Лев Проценко, и что у него в стационаре Ленинграда есть больная дочь. |
| 5       | 24.06.2020 | Сухарев и Касьянов посещают трамвайное депо в Ленинграде — последнее место работы Проценко. Начальник депо направляет их к Люсе, бывшей сожительнице Льва, поскольку последний уже три года не работает в депо. Он также замечает, что недавно Проценко интересовались журналисты из Риги. В доме Люси милиционеры находят справочник Проценко, на первой странице которого лежит фотография Кернера, подписанная Алексу. Люся рассказывает, что дочь Льва лежит в «Пряжке». Сухареву и Касьянову удается задержать Проценко именно там. Подозреваемый отрицает знакомство с Кернером, как и вину в убийствах, татуировки на его плече тоже нет. В Москве некто пытается выяснить детали задержания Ромашова. Сухарев понимает, что информация о расследовании передается преступнику, и устанавливает слежку за каждым сотрудником спецотдела, но не находит виновника утечки. От Ромашова полковник узнает, что подозрительного неизвестного зовут Феликс. Касьянов выясняет, что это Феликс Миронов — сотрудник Внешторга, а также находит новую свидетельницу, способную опознать Алекса — проститутку при ГФП-721, Марту. |
| 6       | 24.06.2020 | Сухарев выясняет, что отпечатки пальцев Лютого должны быть в архиве, однако файл оказывается пуст. Он находит утерянный документ на даче писателя. Милиция направляет полковника на главу рынка «клюквенников» — Монгола — и тот подсказывает, что ищет Миронов, но отказывается предоставлять его контакт. Феликс готовит кражу дорогостоящей иконы у профессора, и Сухарев решается на план-перехват. Спецотделу удается поймать подельника Миронова, но сам Феликс узнает о засаде. С подачи Монгола Сухарев и Касьянов отправляются на вокзал, где находят и задерживают Миронова с поддельными документами и украденной иконой. |
| 7       | 25.06.2020 | Отпечатки пальцев Миронова не совпадают с отпечатками Лютого в архиве, а Марта не узнает в нём своего мучителя. Сухарев просит отвезти свидетельницу на вокзал. Но её убивают. Сухарев предполагает, что Лютый, который явно знает детали расследования, сделал пластическую операцию. В подъезде на Лену неизвестный совершает нападение с нацистской «финкой». Аноним звонит Сухареву и называет произошедшее «Приветом от Лютого». |
| 8       | 25.06.2020 | Сухарев узнает, что у Кононенко была любовница. Ценные для расследования документы писателя пытаются выкрасть из её дома. За злоумышленником начинается погоня. Он оказывается убит, а на теле находят письмо Кернера и фотографию. Сухарев убеждает Сомова, что это не Лютый. Он отправляется к хирургу Мозговой, которая, скорее всего, делала операцию Лютому, и та соглашается поехать в архив и показать фото подозрительного пациента. В больничном архиве начинается пожар. Врач и полковник оказываются запертыми в комнате. |
| 9       | 29.06.2020 | Сухарев и Мозговая спасены из пожара, но архив сгорел. Сухарев отправляется к другому свидетелю, анестезиологу и находит его мертвым… Медэксперт рассказывает Сомову, что фотография, найденная на трупе — подделка, а сам предположительный Лютый умер от асфиксии после перелома трахеи. Сомов велит Сухареву форсировать расследование. |
| 10      | 29.06.2020 | Касьянов устанавливает жучка в редакторской. Сухарев принимает решение изолировать дочь Лену в пансионате МВД — для её же безопасности. Ему звонит доктор, который сообщает о ремиссии Павла Карпенко — возможно, на этот раз он сможет помочь опознать Лютого. |
| 11      | 30.06.2020 | Карпенко не может ничего сказать, но на столе в его палате Касьянов замечает коробку Петрозаводских конфет — каждый год, в день рождения, Павла посещает женщина и приносит гостинцы. Касьянов рассказывает Сухареву о посетительнице; Сухарев полагает, что она — Ася, считавшаяся погибшей первая любовь Алекса Лютого. Гипотеза Сухарева подтверждается, женщина оказывается той самой Асей и становится единственным живым свидетелем, способным опознать Лютого. Лена взята в заложники. Похититель убивает милиционера, забирает его машину и форму. По их следу идут Сухарев и Касьянов, но когда спецотдел добирается до вокзала, где нашли машину погибшего милиционера, они уже на пути в Петрозаводск. Полковник и его напарник на военном борту направляются туда же, чтобы опередить поезд. |
| 12      | 30.06.2020 | Сухарев велит пустить на первые полосы статью, посвященную выжившей Асе. Полковник и Касьянов узнают о местном финне, товарище Лютого, и отправляются к нему, но находят лишь тело, следы потасовки и отсутствие документов — их украл преступник, чтобы скрыться в Финляндии. На поиски Лютого, пытающегося бежать из страны, отправляют все больше сил. Взятую в заложницы Лену похититель оставляет в сарае и идет в деревню разбираться с Асей. Касьянов находит Лену и довозит её до больницы — девушке срочно нужна операция. Сухарев вместе с пограничниками прочесывает лес. Шансы догнать Лютого очень высоки. |

### Сезон 2 («Дело Шульца»)
| № серии | Премьера   | Описание серии |
| ------- | ---------- | --- |
| 1       | 10.05.2022 | Ленинградская область, 1975 год. В заброшенной церкви обнаруживают труп девушки с перерезанным горлом, рядом — банку с кровью и пенал для хирургических инструментов с гравировкой «Герман Шульц». К расследованию, которое ведет следователь Вера Гришина привлекают подполковника КГБ Андрея Елисеева. Убитая Ольга Пшеничная оказывается племянницей известной телеведущей Макаровой. По стечению обстоятельств в её программе выступает Нина Игнатова — бывшая узница концлагеря Пески-2, в котором Шульц проводил опыты над заключенными. По подозрению в убийстве Ольги задерживают Мечникова — барыгу, которому её парень задолжал деньги за «травку». Мечников уверяет, что всего лишь довел Ольгу до парка. Выясняется, что за три года в городе похожим способом убито несколько человек. И хотя по двум делам подозреваемые уже осуждены, убийства продолжаются. Чудом остается жива девушка после очередного нападения…В это время готовятся привести в исполнение расстрельный приговор Александру Лехновскому. Он требует встречу с полковником Сухаревым, обещая рассказать, где искать Шульца. |
| 2       | 10.05.2022 | Вместо Сухарева к Лехновскому присылают Елисеева. Алекс рассказывает, что видел Шульца в 1960-х годах, но Елисеев уверен — он блефует, чтобы оттянуть казнь. По машине, найденной рядом с местом преступления в парке, находят её владельца. Это слесарь водоканала Баранов. В подвале, где находится водонапорная система фонтана, находят семь полуразложившихся трупов девушек. Нина Игнатова рассказывает Елисееву, что незадолго до освобождения лагеря сбежала оттуда, будучи беременной от немца. На опознании Игнатова признает в Мечникове Шульца. Но приятель Мечникова подтверждает его алиби. Так как телепередачу видели во всем Советском Союзе, к Игнатовой с дочерью приставляют охрану. |
| 3       | 10.05.2022 | Баранова находят и арестовывают, но причастность к убийствам он отрицает. Выясняется, что Пшеничная незадолго до смерти сдавала анализы, а после поликлиники её преследовали белые «Жигули». Начальник Гришиной Мезенцев пытается повесить преступление на Баранова. Но между всеми жертвами обнаруживается разница — одни убиты левшой, их группы крови — разные, вторые девушки с четвёртой отрицательной, а раны им нанес правша. Ирину Куркову после поликлиники преследуют белые «Жигули». В её дом ночью проникает человек, и усыпляет их с мужем хлороформом. |
| 4       | 10.05.2022 | Ирина убита, кровь из тела выкачана. На всех анализах убитых девушек стоит подпись лаборанта Смирнова. Он утверждает, что был в партизанском отряде и принимал участие в операции возле лагеря Пески-2, и предъявляет фото с командиром отряда Ковалем и справку с его подписью. Медэксперт устанавливает, что перед смертью Ирина Куркова была усыплена хлороформом. У мужа находят такие же следы, следовательно, убийца не он. Оперативники проверяют алиби Баранова и понимают, что и он не убивал. Но Гришина приходит в СИЗО с опозданием — после того, как Мезенцев заставил Баранова написать чистосердечное признание, тот повесился в камере. |
| 5       | 11.05.2022 | Коваль догадывается, что когда-то Смирнов избавился от опознавшего его человека. Он приходит к Смирнову домой, собираясь отвести его в прокуратуру. Тот бежит, пытается выбраться через окно и срывается. В его квартире следователи находят необычный нож и его фотографию с неизвестным мужчиной на фоне свастики. Игнатова опознает в мужчине Шульца. Маша Елисеева ревнует мужа к Гришиной. Белые «Жигули» принадлежат соседу Смирнова. При обыске в них находят флакон из-под хлороформа и бумажку с женским именем и адресом. Там проживает Валя Шарова, у которой тоже четвёртая группа крови. Несмотря на запрет покидать квартиру, девушка исчезает. Коваля находят дома у друга. Помогая Ковалю сбежать, он ранит Елисеева ножом в живот. |
| 6       | 11.05.2022 | Валю Шарову находят мертвой. Лехновский пытается выторговать замену смертной казни на пожизненное и просит передать в управление, что готов сотрудничать по делу Шульца. Елисеев приходит в себя после операции. Разговор с доктором наводит его на мысль, что преступник использует кровь жертв для изготовления нужного ему препарата. |
| 7       | 11.05.2022 | Обнаруживают ещё один труп девушки с перерезанным горлом. Находят бывшего мужа Макаровой, фельдшера Варягина, работающего в пригороде Ленинграда. Он вполне может выдавать себя за другого человека, так как все его документы пропали при бомбежке поезда. Оперативники разыскивают подростка, видевшего рядом с местом преступления машину и запомнившего первые цифры номера. Машину находят, её владельцем оказывается Стариков… У Юли Игнатовой поднимается температура, мать посылает охраняющего их Зорькина в аптеку. В это время в дом проникает посторонний и угрожает Нине ножом. |
| 8       | 11.05.2022 | Мужчина ранит Нину в шею. Оперативник Зорькин его преследует, но тот скрывается. Следствию кажется подозрительным, что преступник не убил Нину, к тому же непонятно, что он искал в комнате Юли. После составления фоторобота становится ясно, что Варягин — не Шульц. Гражданская жена Старикова подтверждает его алиби, а сама пытается узнать, куда тот уходит по ночам. Прослеживается связь между Стариковым и Барановым. Стариков мог знать про подвал и прятать там трупы. Следствию нужна информация о Наташе Бровиной, чье имя упомянул Смирнов. Приговор Лехновскому приводят в исполнение. Нину с дочерью переводят на служебную квартиру. Оперативники, которые наблюдают за её домом, замечают, что поздно вечером кто-то заходит в сарай… |
| 9       | 12.05.2022 | Арестованный рассказывает, что незнакомый мужчина попросил его принести мешок из сарая Нины. После опознания Юле становится плохо, её забирают в больницу, несмотря на возражения матери. После снятия наблюдения Шульц проникает в сарай и забирает из тайника мешок с центрифугой и свой дневник с записями исследований времен войны. В дневнике вырвана часть страниц… У следствия появляется новый подозреваемый — санитарный врач Макуха из Петрозаводска. Состояние Юли резко ухудшается, её срочно оперируют. Нина пытается украсть нужную для концентрата кровь в больнице, её застает дежурный врач… |
| 10      | 12.05.2022 | Стариков похищает дочь Мезенцева, наносит ранение в шею и пьет кровь. Следивший за ним Елисеев врывается в дом и ранит маньяка. Девушка без сознания, но жива. На допросе Стариков ведет себя нагло. Мезенцев разрешает снять обвинение с Баранова и вновь открыть дело. Врач уговаривает Игнатову согласиться на химиотерапию для Юли, поскольку болезнь прогрессирует. Но у Нины другой план… |
| 11      | 12.05.2022 | Следователи недоумевают, как Зорькин мог впустить незнакомца в квартиру. В его куртке находят талон на сдачу донорской крови, выписанный вчерашним числом. Милиционеры собираются получить информацию из журнала в больнице, но в нём не хватает страницы. Из военкомата приходят документы на Макуху. Он числился пропавшим без вести, но работник паспортного стола Прохоров выправил ему документы. Жена Прохорова, который уже умер, рассказывает, что недавно дала Макухе ключи от пустующей квартиры сына. Милиция проверяет алиби Макухи на дни убийств. Девушек убивал не он. А в больнице обнаруживают пропажу Игнатовых… |
| 12      | 12.05.2022 | Лев, бывший муж Гришиной, устраивает через знакомого американца телефонный разговор с советским разведчиком, который работал в Песках-2. Тот рассказывает интересные факты о Наташе Бровиной… Нина тем временем озвучивает сестре свою версию биографии. В её квартиру под видом газовщиков приходят оперативники. За домом устанавливают наблюдение. Бровиной звонит Гришина и рассказывает правду про сестру… |

### Сезон 3 («Дело Сирот»)
| № серии | Премьера   | Описание серии |
| ------- | ---------- | --- |
| 1       | 17.06.2024 | В Ленинградской области после телефонного звонка застрелился пенсионер, перед звонком кто-то подбросил ему пистолет. К делу привлекают подполковника Елисеева. Выясняется, что один из зубов погибшего использовался как контейнер для цианида. Таким способом пользовались немецкие офицеры и их пособники. Погибший пенсионер Рощин оказывается нацистским преступником Манкевичем, след которого потерялся в 1947 году. Похоже, Манкевич убил реального Рощина и жил по его документам. Елисеев с коллегой Верой отправляется в город, где ранее видели Рощина. Дети отдают им коробку Рощина, в ней фотография двух девочек 1941 года и бумажный журавлик. |
| 2       | 17.06.2024 | После их приезда особняк ночью кто-то пытается поджечь, рядом замечают такую же машину, как возле дома Рощина в день самоубийства. Вера натыкается в архиве на дело полевой жены Манкевича Маргариты, бывшей актрисы. После войны она отсидела большой срок за сотрудничество с немцами, а сейчас живет в доме престарелых. Елисеев объясняет ей, что интересуется судьбой детей, но она отказывается сотрудничать. За Маргаритой устанавливают слежку… Утром медсестра замечает дым из ее комнаты, тело Маргариты находят в озере неподалеку… Жена Елисеева Маша признается, что у нее появился другой мужчина, и торопит с разводом. Но что-то в поведении нового избранника ее беспокоит, она просит Елисеева проверить его по своим каналам… |
| 3       | 18.06.2024 | Знакомый Маргариты по нацистскому прошлому Зарецкий проникает в ее квартиру, но вернувшаяся домой ее дочь собирается вызвать милицию. Он душит девушку телефонным проводом. По фотографиям в квартире Зарецкого находят одну из женщин на фото. Она соглашается на сотрудничество...Зарецкого задерживают, на допросе ему сообщают о смерти Маргариты, но он снова сбегает. Сотрудник Елисеева, сопоставив карты и информацию о падении самолета, который искал Лехновский, догадывается, что они искали не там. В район возможного падения организуют экспедицию, там находят фрагменты фюзеляжа, но архива нет. Елисеев рассказывает сыну Романова о своем подозрении, что Лехновский убил его отца, не захотев делиться какой-то информацией. В разговоре выясняется, что Лютый помогал их семье и даже жил на даче. Зарецкий собирается пересидеть пару дней до отъезда в здании закрытого на ремонт бассейна. Но убийца уже поджидает его и обездвиживает инъекцией в шею. Елисеев в поисках архива едет на дачу Романовых. Там он находит контейнер с пленками...Из посольства ГДР сообщают, что судьбой пропавших детей интересовалась некая Татьяна Лаврова. Ее фамилия есть в списке сирот из интерната. Она опознает некоторых членов группы Манкевича по фотографиям и сообщает Елисееву, что ей удалось тогда сбежать. С помощью найденного архива удается установить некоторых предателей из отряда Манкевича. Одного из них, Сорина, находят в больнице, где его сын работает завотделением. В архивах находят сведения на Хромова по кличке Палач. Хромов сделал себе поддельные документы на имя погибшего лейтенанта Русакова и вернулся в Россию, работает в Москонцерте. Сорина-младшего подозревают в том, что он, имея доступ к лекарственным препаратам, мог сделать инъекцию релаксанта Зарецкому. Но у него алиби... |
| 4       | 18.06.2024 | Елисеев в поисках архива едет на дачу Романовых. Там он находит контейнер с пленками… Из посольства ГДР сообщают, что судьбой пропавших детей интересовалась некая Татьяна Лаврова. Ее фамилия есть в списке сирот из интерната. Она опознает некоторых членов группы Манкевича по фотографиям и сообщает Елисееву, что ей удалось тогда сбежать. С помощью найденного архива удается установить некоторых предателей из отряда Манкевича. Одного из них, Сорина, находят в больнице, где его сын работает завотделением. В архивах находят сведения на Хромова по кличке Палач. Хромов сделал себе поддельные документы на имя погибшего лейтенанта Русакова и вернулся в Россию, работает в Москонцерте. Сорина-младшего подозревают в том, что он, имея доступ к лекарственным препаратам, мог сделать инъекцию релаксанта Зарецкому. Но у него алиби… |
| 5       | 19.06.2024 | Свидетели опознают Русакова. Оперативники едут в больницу, где лежит жена Русакова, и узнают, что ее готовят к перевозке на лечение в Австрию. Елисеев собирается перекрыть аэропорт, но Наумов разрешения не дает. Оказывается, они чуть не сорвали операцию ГРУ: Русаков является их агентом. ГРУ ограничивает доступ к архиву Лютого. Елисееву сообщают, что Русаков не имеет отношения к убийствам людей из группы Манкевича. Елисееву передают пакет с данными на Манкевича и советуют обратить внимание на некоего Красноперова, который, возможно, и есть Палач. Красноперова вызывают в отдел как бывшего узника концлагеря и предъявляют фотографию Палача. Он заявляет, что человек с фото принимал участие в казнях и был убит во время восстания в лагере. На эту встречу под видом стенографистки приглашают Татьяну, в надежде, что она его узнает... За Красноперовым устанавливают наблюдение. В ГРУ Елисеева заверяют, что Красноперова и Бочкарева связывает не нацистское прошлое, и снова предлагают ему работать на ГРУ. Вера проверяет, где находились сторожа со стройки Красноперова и его шофер Гайдуков на момент убийства Зарецкого. Волчанский узнает, что Бочкарев является частым гостем подпольного казино. Вера приходит в катран, но там появляется Красноперов. Кроме Бочкарева и Красноперова Вера замечает там сторожей со стройки. Один из охранников казино следует за Верой до ее квартиры, ей удается его задержать. На допросе он признается в нанесении тяжких телесных при выбивании долгов, но убийство Зарецкого отрицает... |
| 6       | 19.06.2024 | За Красноперовым устанавливают наблюдение. В ГРУ Елисеева заверяют, что Красноперова и Бочкарева связывает не нацистское прошлое, и снова предлагают ему работать на ГРУ. Вера проверяет, где находились сторожи со стройки Красноперова и его шофер Гайдуков на момент убийства Зарецкого. Волчанский узнает, что Бочкарев является частым гостем подпольного казино. Вера приходит в катран, но там появляется Красноперов. Кроме Бочкарева и Красноперова Вера замечает там сторожей со стройки. Один из охранников казино следует за Верой до ее квартиры, ей удается его задержать. На допросе он признается в нанесении тяжких телесных при выбивании долгов, но убийство Зарецкого отрицает… |
| 7       | 20.06.2024 | Елисеев задерживает любовника жены Костика за нападение на сотрудника госбезопасности, на допросе он убеждает его дать показания на бухгалтера. Костик отказывается и безуспешно пытается покончить с собой в камере. Децков приносит Красноперову деньги, пистолет и паспорт на другую фамилию. Разыскивают шофера Гайдукова. Жена Красноперова Галина передает мужу записку с адресом. Красноперов посылает по этому адресу Децкова. Записка приводит в тот же бассейн, где был найден мертвым Зарецкий. Децкова обездвиживают уколом в шею, а затем убивают разрядом электрического тока. Возле входа милиционеры задерживают Трубникова. Тот уверяет, что ему назначила встречу по телефону Вера. В доме Децкова Волчанский проводит обыск, Красноперов успевает спрятаться во дворе под лодкой. На Татьяну совершено покушение, она успевает сообщить Елисееву, где находится. В больнице она сообщает Елисееву, что видела на руке у нападавшего наколку, как у Гайдукова. Елисеев приезжает в Выборг к дочери Палача Марине. Она уверена, что отец был летчиком и погиб на фронте, не опознает Красноперова на фотографии. Марина спрашивает о Красноперове у своей тети Оли. Ольга находит Елисеева в гостинице и просит не беспокоить Марину: ее племянница не знает правды про отца и травлю семьи. Елисеев узнает, что на имя Ольги поступали денежные переводы от Владимира Ермолаева из Колпино...За Ольгой устанавливают слежку. Вернувшись домой, Ольга находит там Красноперова. Туда же приходит Марина. Красноперов отправляет Ольгу в фотоателье забрать для него документы. Неожиданно приезжает с детьми Михаил, друг Марины, и Красноперов решает уехать из города на его микроавтобусе, взяв их в заложники... |
| 8       | 20.06.2024 | В больнице она сообщает Елисееву, что видела на руке у нападавшего наколку, как у Гайдукова. Елисеев приезжает в Выборг к дочери Палача Марине. Она уверена, что отец был летчиком и погиб на фронте, не опознает Красноперова на фотографии. Марина спрашивает о Красноперове у своей тети Оли. Ольга находит Елисеева в гостинице и просит не беспокоить Марину: ее племянница не знает правды про отца и травлю семьи. Елисеев узнает, что на имя Ольги поступали денежные переводы от Владимира Ермолаева из Колпино… За Ольгой устанавливают слежку. Вернувшись домой, Ольга находит там Красноперова. Туда же приходит Марина. Красноперов отправляет Ольгу в фотоателье забрать для него документы. Неожиданно приезжает с детьми Михаил, друг Марины, и Красноперов решает уехать из города на его микроавтобусе, взяв их в заложники… |
| 9       | 21.06.2024 | В вещах внучки Красноперова Жени находят золотой кулон-сердечко. Однокурсница Жени видела, как ее подвозил на машине Гайдуков. Галине звонит внучка: ее держат в заложницах, и если дед не приедет, то ее убьют. Елисеев дает объявление в газете о розыске важного свидетеля с фотографией Жени. Павел и Вера выясняют, что Гайдуков хотел устроиться на работу к Красноперову. На выезде из города находят брошенную машину. Красноперов звонит Галине, она уговаривает его вернуться ради внучки. Красноперова находят, он сдается. Палач начинает давать показания и указывает на место, где в сорок первом году закопали расстрелянных детей из музея, и сообщает, что двое из них, мальчик и девочка, сбежали. Но убийства Манкевича, Ковалевой, Зарецкого и Децкова Красноперов отрицает. Более того, уверяет, что на него самого покушались. У следствия возникает версия, что сбежавшим от расстрела мальчиком мог быть Гайдуков. Поисковая команда натыкается в лесу на заброшенное здание. Во время осмотра кто-то тяжело ранит Волчанского, но стрелявшему удается скрыться. В здании находят завернутый в брезент труп Гайдукова, которого убили около десяти дней назад: последние убийства и нападение на Татьяну он совершить не мог. Следовательно, она соврала про наколку... Женю находят в лесу, девушка жива. Она видела человека, который ее похитил, и опознает его по фотографии. Татьяна исчезает. Во время обыска в ее квартире находят ответы из немецкого консульства и прокуратуры на запросы по пропавшим детям из особняка. Соседка сообщает, что иногда к Тане наведывался мужчина. В ее гараже находят машину, которую видели рядом с местами, где произошли убийства. Женщину объявляют в розыск. Воронцов, которого привлекли к идентификации останков погибших детей, заканчивает работу и собирается сообщить Елисееву, что, кажется, знает, кому из мальчиков удалось сбежать. На пороге прозекторской возникает Татьяна с просьбой отдать материалы по экспертизе, якобы для передачи Елисееву. Неожиданно появляется Трубников. Воронцов ранит его в живот, Трубников и Татьяна скрываются: они пробираются к морю, чтобы уйти на лодке ее дяди, который обещал помочь. Таня вместо лодки дяди видит катер с оперативниками... |
| 10      | 21.06.2024 | В здании находят завернутый в брезент труп Гайдукова, которого убили около десяти дней назад: последние убийства и нападение на Татьяну он совершить не мог. Следовательно, она соврала про наколку… Женю находят в лесу, девушка жива. Она видела человека, который ее похитил, и опознает его по фотографии. Татьяна исчезает. Во время обыска в ее квартире находят ответы из немецкого консульства и прокуратуры на запросы по пропавшим детям из особняка. Соседка сообщает, что иногда к Тане наведывался мужчина. В ее гараже находят машину, которую видели рядом с местами, где произошли убийства. Женщину объявляют в розыск. Воронцов, которого привлекли к идентификации останков погибших детей, заканчивает работу и собирается сообщить Елисееву, что, кажется, знает, кому из мальчиков удалось сбежать. На пороге прозекторской возникает Татьяна с просьбой отдать материалы по экспертизе, якобы для передачи Елисееву. Неожиданно появляется Трубников. Воронцов ранит его в живот, Трубников и Татьяна скрываются: они пробираются к морю, чтобы уйти на лодке ее дяди, который обещал помочь. Таня вместо лодки дяди видит катер с оперативниками… |